# Elops smithi
Elops smithi är en fiskart som beskrevs av Mcbride, Rocha, Ruiz-carus och Bowen 2010. Elops smithi ingår i släktet Elops och familjen Elopidae. IUCN kategoriserar arten globalt som otillräckligt studerad. Inga underarter finns listade i Catalogue of Life.